# Adżok
Adżok – czczony przez Lotuko z Sudanu bóg deszczu i stwórca świata.